# Alberto Contoli
Alberto Contoli, né le 21 décembre 1987 à Faenza en Italie, est un coureur cycliste italien.

## Palmarès
- 2004
  - 3e de la Coppa Pietro Linari
- 2005
  - 3e étape du Tour de Toscane juniors
  - 3e étape du Giro di Basilicata
  - 2e de la Coppa Pietro Linari
- 2007
  - Trofeo Comune di Monleale
  - 3e de la Coppa della Pace
- 2008
  - 2e du championnat d'Italie sur route espoirs
- 2009
  - Classement général du Giro delle Valli Cuneesi
  - 1rea étape du Tour de la Vallée d'Aoste (contre-la-montre par équipes)
  - Grand Prix Colli Rovescalesi
  - Tour d'Émilie amateurs
  - 2e de Bassano-Monte Grappa
  - 3e du Gran Premio Sannazzaro

## Classements mondiaux
| Année           | 2007 | 2008  | 2009 | 2010 | 2011 |
| --------------- | ---- | ----- | ---- | ---- | ---- |
| UCI Europe Tour | 465e | 1077e | 762e |      |      |
| UCI Asia Tour   |      |       |      |      | 333e |